# Neubrügg
Le Neubrügg est un pont couvert en bois dans le canton de Berne en Suisse. Il se trouve en aval de la ville de Berne sur le cours de l'Aar.

## Situation
Il relie Berne (quartier de Neufeld) et Kirchlindach.

## Histoire
Il a été construit entre 1534 et 1535, remplaçant un premier édifice construit en 1466. Il s'agit du plus vieux pont en bois du canton de Berne.

## Classement
Le pont est classé comme bien culturel d'importance nationale.

### Sources
- (de) Cet article est partiellement ou en totalité issu de l’article de Wikipédia en allemand intitulé « Neubrügg » (voir la liste des auteurs).